# Ковальницкий, Аполлинарий Северианович
Аполлинарий Северианович Ковальницкий — религиозный писатель, протоиерей, магистр Киевской духовной академии.
Его главные труды:
- «Примеры святости в жизни христиан, бывших врачами» (изд. 3, СПб., 1893);
- «Примеры святости в жизни христиан, бывших ремесленниками» (изд. 3, ib., 1893);
- «Проповедь Иисуса Христа, как доказательство Его Божественности» (изд. 2, ib., 1893);
- «Смерть Иисуса Христа, как доказательство Его Божественности» (изд. 3, ib., 1893);
- «Состояние рода человеческого перед явлением Христа на землю и основание христианской церкви» (изд. 2, ib., 1893);
- «Каковы мы были бы без Иисуса Христа» (изд. 4, ib., 1898);
- «Нравственное богословие евреев-талмудистов» (изд. 2, ib., 1898);
- «Теоретическое богословие евреев-талмудистов» (изд. 2, ib., 1898);
- «Иудейский историк Иосиф Флавий, современник святых апостолов» (ib., 1902).